# Губадова, Анастасия Захировна
Анастасия Захировна Губадова (род. 18 февраля 1988, Челябинск) — российская дзюдоистка, призёр первенств России среди юниоров и молодёжи, бронзовый призёр чемпионата России 2009 года, обладательница Кубка России 2008 года, мастер спорта России. Участница чемпионата мира 2011 года. Выступала в средней (до 70 кг), полутяжёлой (до 78 кг) и тяжёлой (свыше 78 кг) весовых категориях.

## Спортивные результаты
- Первенство России по дзюдо 2006 года среди юниоров — ;
- Первенство России по дзюдо 2007 года среди молодёжи — ;
- Первенство России по дзюдо 2008 года среди молодёжи — ;
- Кубок России по дзюдо 2008 года — ;
- Первенство России по дзюдо 2009 года среди молодёжи — ;
- Чемпионат России по дзюдо 2009 года — .

## Семья
В 2011 году вышла замуж за дзюдоиста Георгия Никучадзе.